# 約旦地理

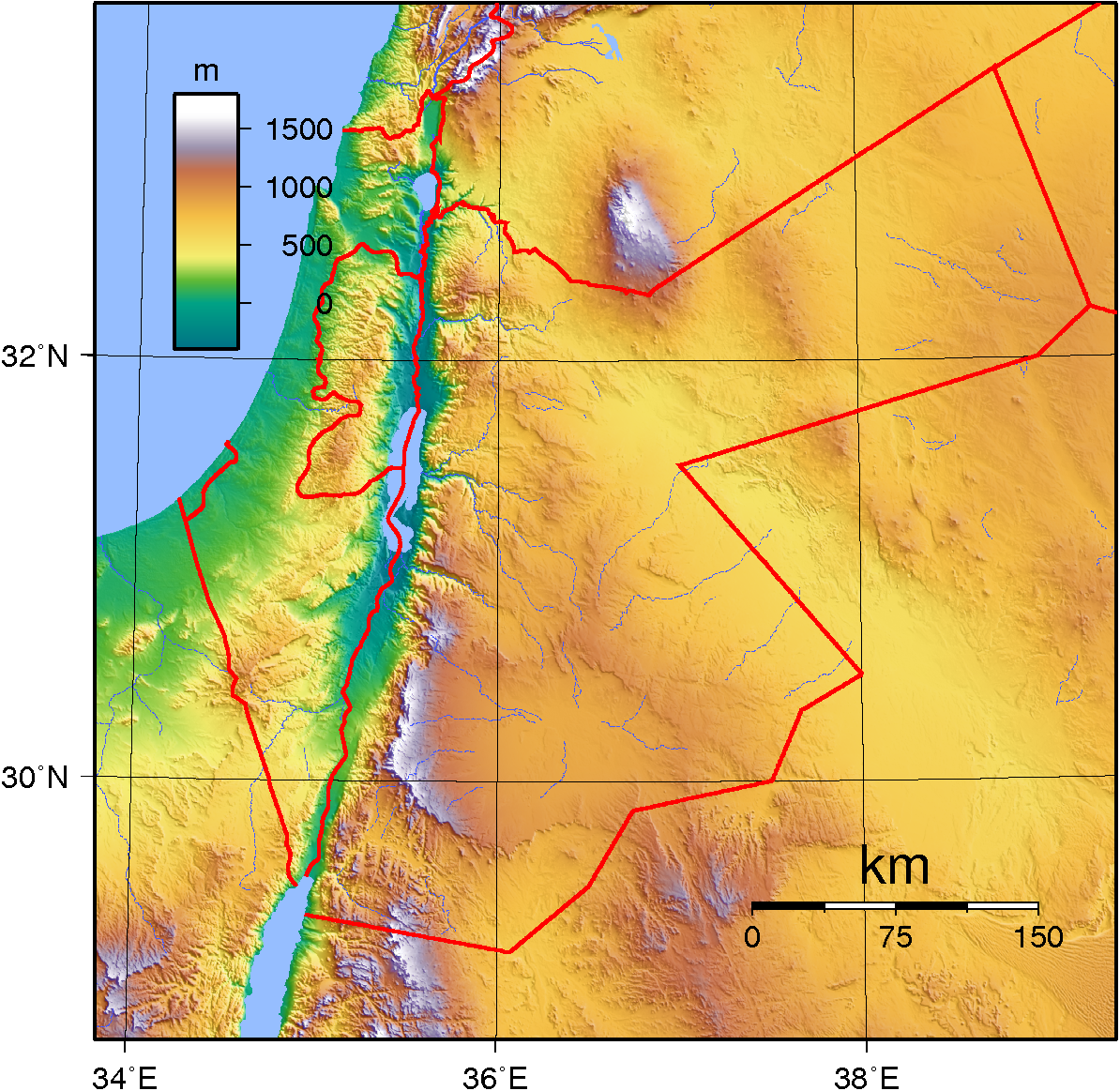
約旦地形圖

約旦是位於西南亞的國家，位於敘利亞以南、伊拉克以西、沙特阿拉伯東北和以色列及其實際控制的約旦河西岸以東，在西方世界，這一地區也被稱為以東或近東。目前約旦的領土面積有約91,880平方公里，面積是以色列的4倍。

## 簡介
在第一次以阿戰爭后，从1950年到1967年六日戰爭期間，約旦曾聲稱并實際管理約旦河西岸地區，包括東耶路撒冷在內约5,880平方公里的主權。
約旦在其南部有約26公里的海岸線，毗鄰紅海的亞喀巴灣。一個大型的裂谷南北縱貫約旦，其中有太巴列湖（加利利海）、約旦河谷、死海等著名地形景觀。
約旦的國界線中，除了和以色列及敘利亞的約旦河國界之外，并沒有遵循地形特點。
大裂谷從約旦河谷開始，向南穿過紅海，到達東非的南部地區。約旦雖然是地震多發地區，不過并沒有受到很嚴重的地震帶來的影響。約旦全體地勢較高。多数約旦人居于約旦河東岸，東部地區多是沙漠，是約旦人口最少的地區。而世界最低點死海也位於約旦。
約旦氣候的主要特點是從十一月到四月的雨季和旱季形成鮮明對比。降水主要集中在冬季，夏季則乾燥炎熱。且全年溫差很大。約旦主要生產的礦物有磷酸鹽。約旦面臨的主要環境問題有水資源短缺等。約旦加入了生物多樣性公約等環境保護國際公約。
地理座標：
31°00′N 36°00′E / 31.000°N 36.000°E